# Søren Wærenskjold
Søren Wærenskjold (* 12. März 2000 in Mandal) ist ein norwegischer Radrennfahrer.

## Sportlicher Werdegang
Bereits in seinem ersten Jahr als Junior machte Wærenskjold auf sich aufmerksam, als er bei den UEC-Straßen-Europameisterschaften 2017 die Silbermedaille im Straßenrennen gewann. Bei der Internationalen Niedersachsen-Rundfahrt der Junioren entschied er alle Wertungen für sich, beim Grand Prix Rüebliland gewann er eine Etappe. 2018 setzte er seine Erfolge mit dem Gewinn der Gesamtwertung der Saarland Trofeo, einer Etappe der Trophée Centre Morbihan und der nationalen Meisterschaften im Einzelzeitfahren fort.
Neben dem Straßenradsport startete Wærenskjold regelmäßig bei den nationalen Meisterschaften im Cyclocross, nach zwei Titeln bei den Junioren wurde er in der Saison 2019/2020 norwegischer Meister in der Elite.
Mit dem Wechsel in die U23 wurde Wærenskjold Mitglied im UCI Continental Team Joker Fuel of Norway. Seinen ersten Sieg als Profi erzielte er im Jahr 2020 bei der International Tour of Rhodes, bei der er zwei Etappen sowie die Gesamt- und Punktewertung gewinnen konnte. Zur Saison 2021 wechselte er zum UCI ProTeam Uno-X Pro Cycling. Seine Erfolge erzielte er jedoch im UCI Nations’ Cup U23 bei der Tour de l’Avenir und beim  Course de la Paix Grand Prix Jeseníky.
In der Saison 2022 wurde er im Straßenrennen erstmals norwegischer Meister in der Elite. Bei den UCI-Straßen-Weltmeisterschaften in Australien erzielte er den bisher wichtigsten Erfolg seiner Karriere, als er das Einzelzeitfahren der U23 für sich entschied. Zudem gewann er im Straßenrennen der U23 noch die Bronzemedaille. In der Saison 2023 war er mit sechs Saisonsiegen, unter anderem Etappenerfolge bei der Belgien-Rundfahrt und Dänemark-Rundfahrt, der erfolgreichste Fahrer seines Teams. Nachdem er sich den norwegischen Titel im Zeitfahren gesichert hatte, gab er bei der Tour de France 2023 sein Grand-Tour-Debüt und beendete diese auf dem 140. Gesamtrang.
In die Saison 2024 startete Wærenskjold mit einem Etappensieg bei der AlUla Tour. Im Juni gewann er die Baloise Belgium Tour, die er nach einem Zeitfahr-Sieg zum Auftakt ununterbrochen angeführt hatte, und damit erstmals ein Rennen der UCI ProSeries, der zweithöchsten Rennklasse. Das olympische Einzelzeitfahren musste er nach einem Sturz aufgeben, im Straßenrennen belegte er den 61. Platz. Bei der Tour Poitou-Charentes en Nouvelle-Aquitaine egalisierte er mit dem Gewinn einer Etappe und der Gesamtwertung seinen Erfolg aus dem Vorjahr.
Im Jahr 2025 gewann er zu Beginn der Saison eine Etappe des Étoile de Bessèges. Sein größter bisheriger Erfolg folgte wenige Wochen später als er sich beim Omloop Het Nieuwsblad im Sprint einer größeren Gruppe vor Paul Magnier und Jasper Philipsen durchsetzte und so erstmals einen Klassiker der UCI WorldTour für sich entschied.

## Erfolge

### Straße
2017
- Gesamtwertung, Punktewertung und Nachwuchswertung Internationale Niedersachsen-Rundfahrt der Junioren
- Nachwuchswertung Trofeo Karlsberg
- eine Etappe Grand Prix Rüebliland
- Europameisterschaften (Junioren) – Straßenrennen

2018
- Gesamtwertung und eine Etappe Saarland Trofeo
- eine Etappe Trophée Centre Morbihan
- Norwegischer Meister (Junioren) – Einzelzeitfahren

2020
- Gesamtwertung, zwei Etappen und Punktewertung International Tour of Rhodes

2021
- Prolog Course de la Paix Grand Prix Jeseníky
- Prolog und eine Etappe Tour de l’Avenir
- Europameisterschaften (U23) – Einzelzeitfahren

2022
- eine Etappe Tour de l’Avenir
- Norwegischer Meister (U23) – Straßenrennen
- Weltmeister (U23) – Einzelzeitfahren
- Weltmeisterschaften (U23) – Straßenrennen

2023
- Norwegischer Meister – Einzelzeitfahren
- eine Etappe Saudi Tour
- eine Etappe Belgien-Rundfahrt
- eine Etappe Dänemark-Rundfahrt
- Gesamtwertung, eine Etappe und Nachwuchswertung Tour Poitou-Charentes en Nouvelle-Aquitaine

2024
- eine Etappe AlUla Tour
- Gesamtwertung und eine Etappe Baloise Belgium Tour
- Norwegischer Meister – Einzelzeitfahren
- Gesamtwertung, eine Etappe und Nachwuchswertung Tour Poitou-Charentes en Nouvelle-Aquitaine

2025
- eine Etappe Étoile de Bessèges
- Omloop Het Nieuwsblad
- eine Etappe Dänemark-Rundfahrt
- Prolog Deutschland Tour

### Cyclocross
2016/2017
- Norwegischer Meister (Junioren)

2017/2018
- Norwegischer Meister (Junioren)

2019/2020
- Norwegischer Meister

## Grand Tour-Platzierungen
| Grand Tour            | 2023 | 2024 | 2025 |
| --------------------- | ---- | ---- | ---- |
| Giro d’ItaliaGiro     | −    | –    | –    |
| Tour de FranceTour    | 140  | 133  | DNF  |
| Vuelta a EspañaVuelta | –    | –    |      |